# The Losers (Vertigo)
The Losers est une série de comics écrite par Andy Diggle et dessinée par Jock. Elle a duré 32 numéros publiés par le label Vertigo de DC Comics entre août 2003 et mars 2006.
Le concept est librement adapté de personnages créés par Robert Kanigher et également appelés The Losers (en), un groupe de soldats dont les aventures sont publiées par DC Comics dans les séries G.I. Combat (1969) et Our Fighting Forces (1970–1978).

## Publication

### Trade paperbacks(recueils en anglais)
- Ante Up (The Losers #1–6, 2004  (ISBN 1-4012-0198-9))
- Double Down (The Losers #7–12, 2004  (ISBN 1-4012-0348-5))
- Trifecta (The Losers #13–19, 2005  (ISBN 1-4012-0489-9))
- Close Quarters (The Losers #20–25, 2006  (ISBN 1-4012-0719-7))
- Endgame (The Losers #26–32, 2006  (ISBN 1-4012-1004-X))

### Albums en français
- Losers t. 1 (The Losers #1-6, Semic coll. « Semic Books », 2004)
- The Losers (Panini Comics coll. « Vertigo Big Book »)
  1. La Main du mort (The Losers #1-12, 2010)
  2. Cheik et mat (The Losers #13-22, 2010)
  3. Fin de la partie (The Losers #23-32, 2011)
- The Losers (Urban Comics coll. « Vertigo Essentiels »)
  1. Volume 1 (The Losers #1-15, 2013)
  2. Volume 2 (The Losers #16-32, 2013)
- Les Losers par Jack Kirby (Our Fighting Forces #151-162, Urban Comics coll. « DC Archives », 2017)

## Adaptation
Cette série de comics a été adaptée au cinéma en 2010 dans un film réalisé par Sylvain White, intitulé The Losers.